# سلمان بن عبدالعزیز آل سعود

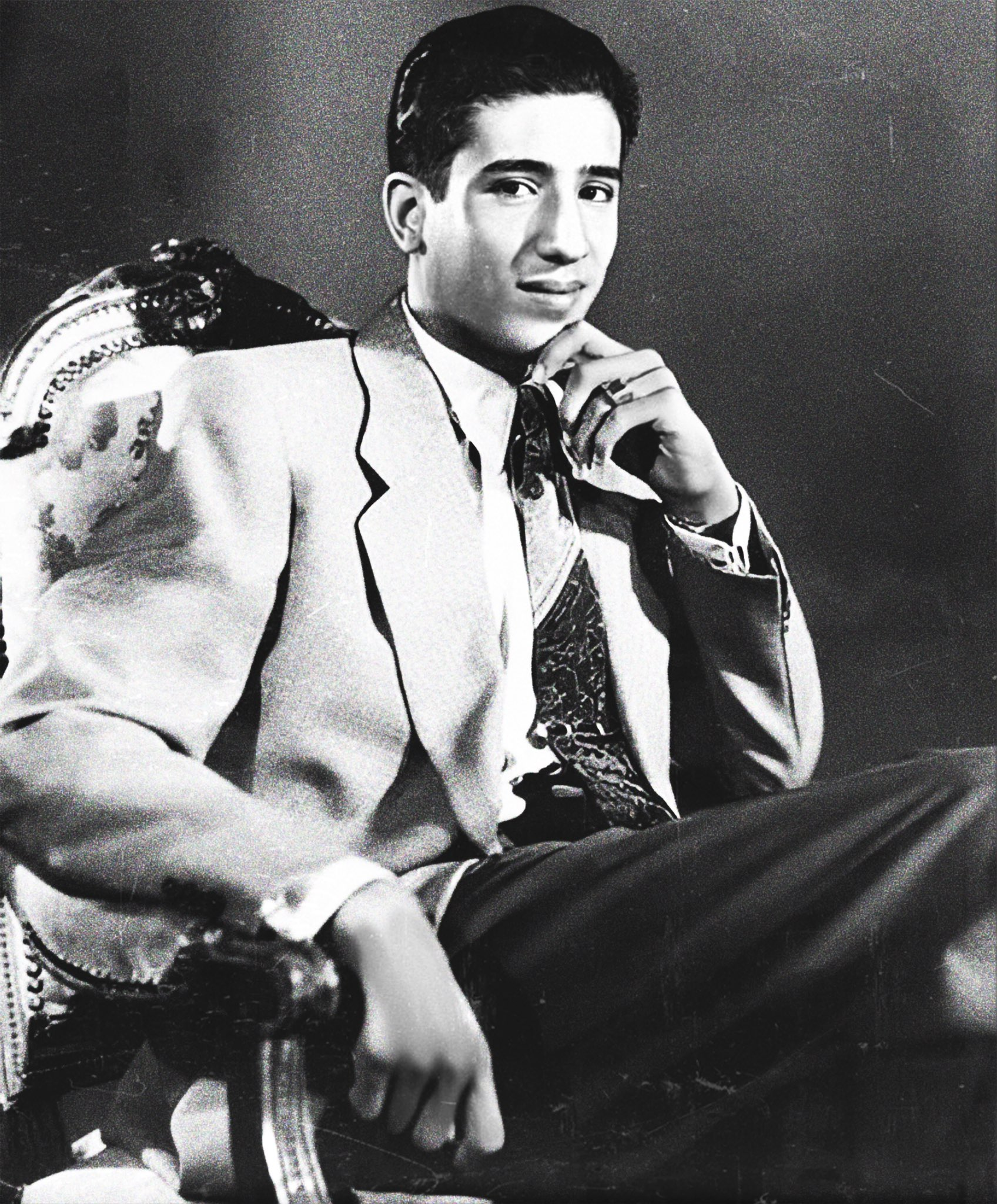
سلمان بن عبدالعزیز در جوانی

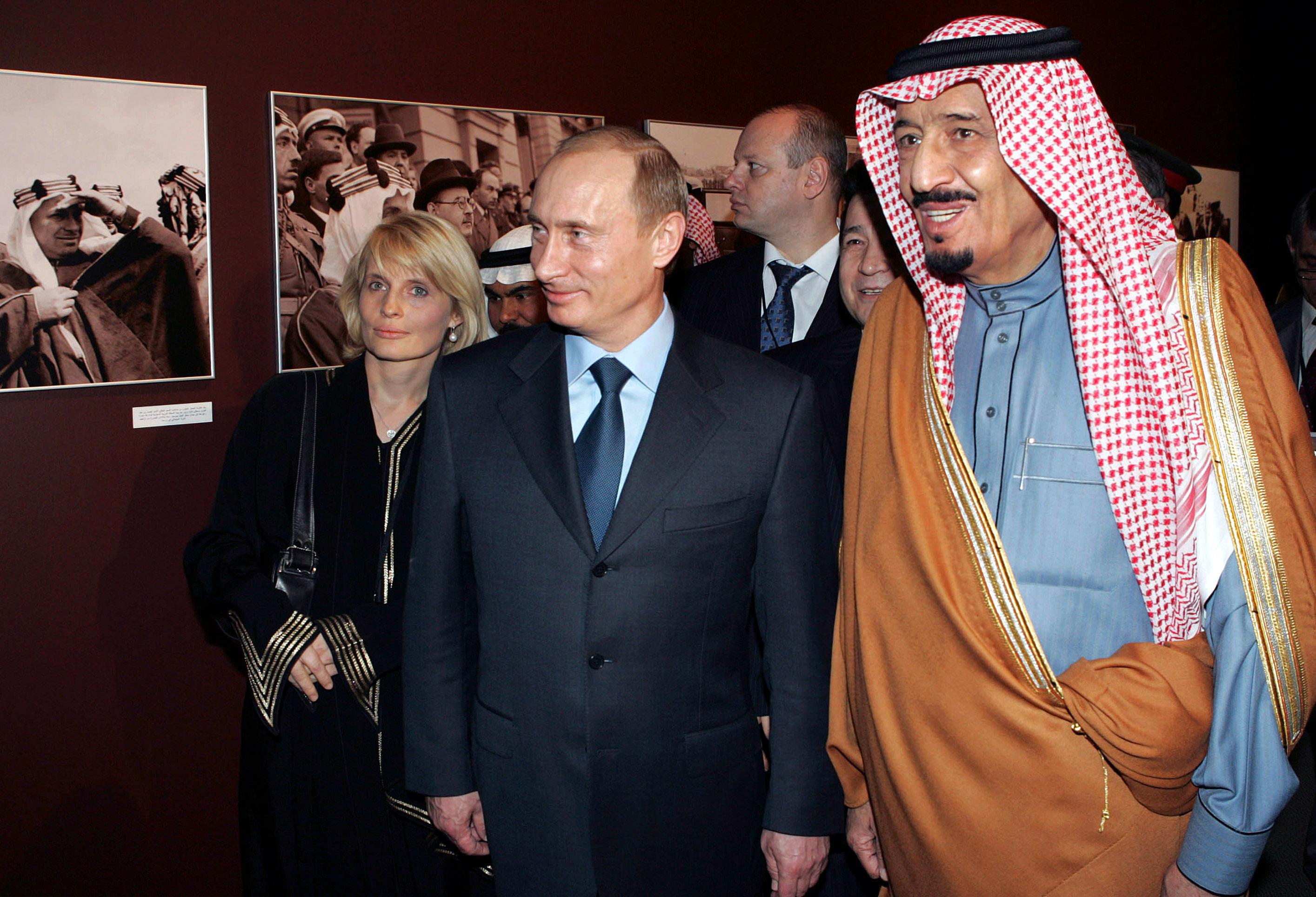
به همراه ولادیمیر پوتین، فوریه ۲۰۰۷

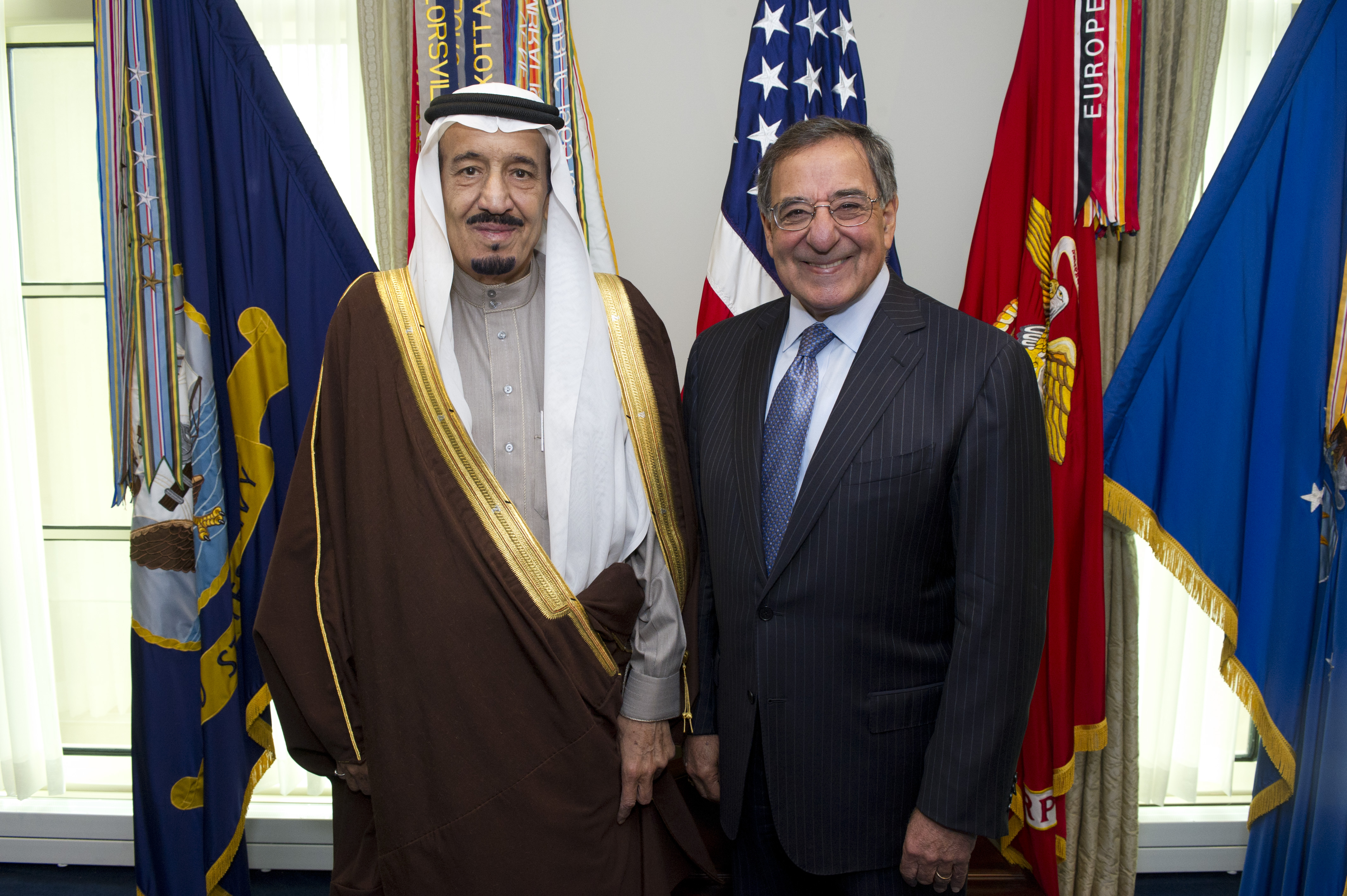
به همراه لئون پانه‌تا، آوریل ۲۰۱۲

سلمان بن عبد العزیز بن عبد الرحمن آل سعود (زادهٔ ۳۱ دسامبر ۱۹۳۵) پادشاه هفتم و کنونی عربستان سعودی، خادم الحرمین الشریفین و رئیس مجلس وزیران عربستان سعودی و رئیس آل سعود است. او بیست و پنجمین فرزند ملک عبدالعزیز از همسرش حصه و با ۵ پادشاه پیش از خود (ملک سعود، ملک فیصل، ملک خالد، ملک فهد و ملک عبدالله) برادر است.
از ابتکارات عمده سلمان به عنوان پادشاه می‌توان به مداخله سعودی در جنگ داخلی یمن، چشم‌انداز سعودی ۲۰۳۰، فرمانی در سال ۲۰۱۷ که به زنان سعودی اجازه رانندگی می‌دهد، و همچنین تلاش برای نرمال‌سازی روابط با اسرائیل به منظور ایجاد یک ائتلاف در برابر ایران و نیروهای وابسته به آن اشاره کرد.

## تولد و خانواده
سلمان بن عبدالعزیز متولد ۵ شوال ۱۳۵۴ هجری قمری می‌باشد، او پس از درگذشت ملک عبدالله پادشاه عربستان سعودی شد و از اعضای گروه «هفت سدیری» است. او برادر ناتنی ملک سعود، ملک فیصل، ملک خالد و ملک عبدالله (پادشاهان سابق عربستان) و برادر تنی ملک فهد (پادشاه اسبق عربستان) ، نایف و سلطان (دو ولیعهد سابق ملک عبدالله) است، لذا یکی از «هفت برادران» معروف به «السّدیری» محسوب می‌شود.
او در کاخ مربع بزرگ شده‌است.

## سمت‌ها
امیر سلمان در طول زندگی سیاسی خود مشاور مخصوص پادشاهان عربستان بوده و نقش ویژه‌ای در ادارهٔ امور داخلیِ این کشور داشته‌است. وی از سال ۱۹۵۵ تا ۱۹۶۰ و بار دیگر از سال ۱۹۶۳ تا ۲۰۱۱ سمت استانداری ریاض را داشته‌است. پس از مرگ سلطان بن عبدالعزیز در سال ۲۰۱۱، وزارت دفاع عربستان ـ که همواره در دست ولیعهد بود_ به وی سپرده شد. پس از مرگِ نایف بن عبدالعزیز در ۱۶ ژوئن ۲۰۱۲، سلمان بن عبدالعزیز به‌عنوان ولیعهد عربستان و سومین ولیعهد عبدالله بن عبدالعزیز انتخاب شد. پس از وفات ملک عبدالله، سلمان در ۲۳ ژانویه ۲۰۱۵ رسماً به‌عنوان پادشاه عربستان سعودی انتخاب شد.

## پادشاهی عربستان

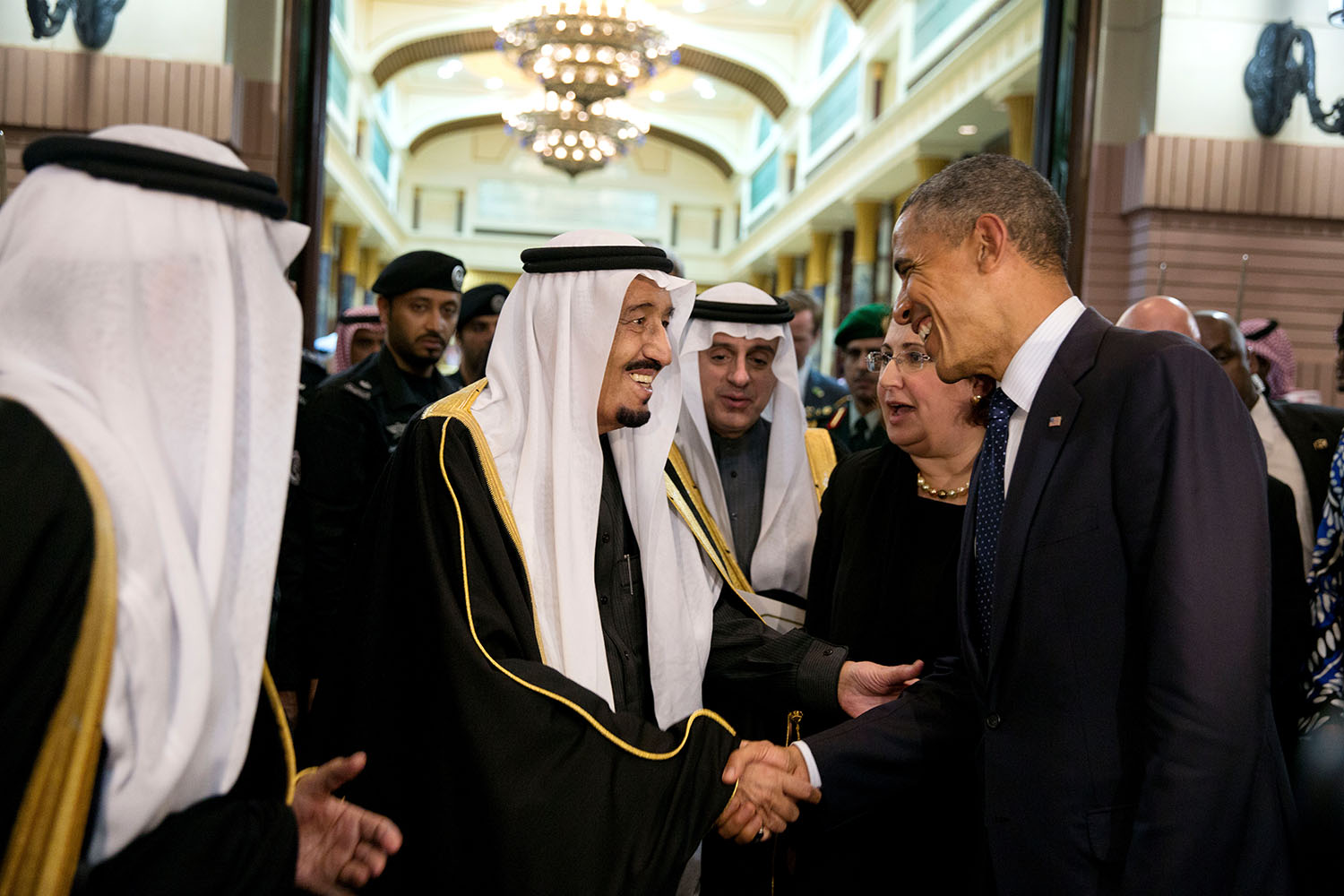
تصویری از بن سلمان و باراک اوباما در ریاض سال ۲۰۱۵

### سیاست داخلی

#### موج اول تغییرات
ملک سلمان با آغاز پادشاهی خود، کوچکترین برادرش مقرن بن عبدالعزیز را به عنوان ولیعهد و برادرزاده‌اش محمد بن نایف آل سعود را به عنوان جانشین ولیعهد انتخاب کرد. او در اولین اقدام مشعل بن عبدالله فرزند شاه سابق را از امارت مکه و بندر بن سلطان را از شورای امنیت ملی کنار گذاشت. بندر که در زمان ملک عبدالله مشاور و نماینده ویژه وی بود، از این سمت هم در دوران حکومت سلمان کنار گذاشته شد. در همین راستا فیصل بن بندر نیز از امارت منطقه القصیم و ترکی بن عبدالله از امارت منطقه ریاض برکنار شدند.
ملک سلمان همچنین چند نهاد دولتی مربوط به دوران حکومت ملک عبدالله را منحل کرد که شامل کمیته عالی سیاست آموزش، کمیته عالی ساماندهی و تنظیم اداری، شورای خدمات مدنی، شورای آموزش عالی و دانشگاه‌ها، شورای عالی شهر علوم وفناوری ملک عبدالعزیز، شورای عالی آموزش، شورای عالی امور نفت و معادن، شورای عالی اقتصادی، شورای امنیت ملی، شورای عالی امور اسلامی، شورای عالی شهر انرژی هسته‌ای و انرژی تجدیدشونده ملک عبدالله و شورای عالی امور معلولان بودند. وی دو نهاد جدید تشکیل داده‌است که اولین نهاد، شورای امور سیاسی و امنیتی و دومین نهاد، شورای امور اقتصادی و توسعه اعلام شده‌است که روسای هر دو نهاد به عنوان اعضای کابینه نیز منصوب شده‌اند.

##### انتخاب ولیعهد
در ۲۱ ژوئن ۲۰۱۷ ملک سلمان، محمد بن سلمان را به عنوان ولیعهد جدید این کشور معرفی کرد.

#### موج دوم تغییرات
موج دوم تغییرات اساسی در دولت عربستان، در ۲۸ آوریل ۲۰۱۵ توسط ملک سلمان اجرایی شد. تغییراتی که رسانه‌ها از آن تحت عنوان زلزله سیاسی یاد کردند. براساس این فرمان‌ها، ملک سلمان، مقرن بن عبدالعزیز، ولیعهدی سعودی را برکنار و شاهزاده محمد بن نایف آل سعود را با حفظ سمت در وزرات کشور به عنوان ولیعهد جدید منصوب کرد. ملک سلمان در حکمی دیگر همچنین محمد بن سلمان آل سعود، فرزند خود و وزیر دفاع را به عنوان جانشین ولیعهد منصوب کرد. پادشاه عربستان سعودی همچنین سعود الفیصل وزیر خارجه هفتاد و پنج ساله بیمار این کشور را برکنار و عادل الجبیر را به عنوان وزیر خارجه جدید منصوب کرد. بر اساس این حکم، شاهزاده سعود الفیصل وزیر مشاور در امور خارجه شد. پادشاه عربستان همچنین خالد الفالح را به عنوان وزیر بهداشت، عادل فقیه را وزیر اقتصاد و برنامه‌ریزی و مفرج الحقبانی را به عنوان وزیر کار معرفی کرد و خالد بن عبدالرحمن العیسی را از سمت معاون رئیس دربار برکنار و وی را به عنوان وزیر مشاور و عضو هیئت دولت و عضو شورای امور سیاسی و امنیتی معرفی کرد. همچنین براساس این احکام، عبدالرحمن الهزاع از ریاست اتحادیه رادیو و تلویزیون برکنار شد.
پادشاه عربستان سعودی در حکمی دیگر، حقوق ماهیانه کارکنان نهادهای امنیتی و نظامی را افزایش داد.

### سیاست خارجی

#### عملیات نظامی طوفان قاطعیت
چند ماه بعد از آغاز بکار دولت ملک سلمان، با دستور پادشاه عربستان، مداخلهٔ نظامی در یمن در ۲۵ مارس ۲۰۱۵ میلادی برابر ۶ فروردین ۱۳۹۴ با حملهٔ هوایی ائتلافی از کشورهای منطقه به رهبری عربستان سعودی به یمن با نام عملیات طوفان قاطعیت (به عربی: عملیة عاصِفة الحزم) آغاز شد و از ۲ اردیبهشت با نام عملیات احیای امید (به عربی: عملية إعادة الأمل) ادامه یافت.
این عملیات در حمایت از دولت عبد ربه منصور هادی و بر ضد انصارالله، و حامیان علی عبدالله صالح رئیس‌جمهور سابق یمن صورت گرفته که صنعا پایتخت یمن و بیشتر مناطق شمال یمن را در اختیار دارند. عربستان و کشورهای حاضر در ائتلافش، ایران را به حمایت از «شورشیان حوثی» متهم می‌کنند، چنانچه برخی تحلیلگران این عملیات را «آیینه جنگ سرد میان ایران و عربستان» می‌دانند و معتقدند که آنچه یمن را به میدان مبارزه تبدیل کرده‌است، رقابت ایران شیعه‌مذهب و عربستان و سنی مذهب است.
در جریان این عملیات، محمد بن سلمان آل سعود، فرزند ملک سلمان و ولیعهد عربستان سعودی، به‌عنوان وزیر دفاع عربستان، فرماندهی حملات علیه یمن را در دست داشت.

## دیدگاه‌های سیاسی
- براساس اسناد منتشر شده توسط سایت افشاگر ویکی‌لیکس، سلمان بن عبدالعزیز در سال ۲۰۰۷ میلادی و در دورانی که فرماندار ریاض بود، به سفیر آمریکا در عربستان می‌گوید که پادشاهی سعودی در دوران پهلوی دارای «روابط عالی» با ایران بود و ایران در دوران محمدرضا شاه پهلوی به مراتب دارای قدرت نظامی بیشتر و اقتصادی قوی‌تر از «ایرانِ امروز» بود.[۱۶]
- براساس اسناد منتشر شده توسط سایت افشاگر ویکی‌لیکس، سلمان بن عبدالعزیز، در سال ۲۰۰۷ میلادی و در دورانی که فرماندار ریاض بود، به سفیر آمریکا در عربستان می‌گوید که انجام اصلاحات به دلایل فرهنگی و قبیله‌ای و نه به دلایل مذهبی در عربستان سعودی امکان‌پذیر نیست و اصلاحات مورد نظر غرب دارای تبعات خوشایندی برای پادشاهی سعودی نخواهد بود.[۱۶]
- ملک سلمان، از منتقدان سیاست خارجی دولت باراک اوباما و سیاست نرمش در برابر ایران بود.[۱۷]

## زندگی شخصی
ملک سلمان سه بار ازدواج کرده‌است. یکی از پسران او به نام سلطان نخستین شاهزاده، نخستین عرب و نخستین مسلمانی است که به فضا سفر کرده‌است. فرزند دیگر او محمد ولیعهد کنونی دولت سعودی است.